# Die weißen Nächte des Postboten
Die weißen Nächte des Postboten ist ein Film des russischen Regisseurs Andrei Kontschalowski. Er erhielt für den Film 2014 den Silbernen Löwen in Venedig für seine Regie. Die deutsche Erstaufführung erfolgte am 30. Mai 2018 im Fernsehsender Arte. Der Spielfilm erscheint im Gewand eines Dokumentarfilms. Er ist ein Einblick in das Leben am Kenosero-See im Norden Russlands. Die Schauspieler spielen sich selbst, es sind Laien.

## Handlung
Der Postbote Alexei Trjapizyn, genannt Ljoscha, wohnt in einem Weiler am Kenosero-See im Norden Russlands. Er holt die Post mit seinem kleinen Boot mit Außenbordmotor von dem kleinen Postamt in Vershinino und verteilt sie an die Weiler am zerklüfteten, weit ausgebreiteten See. Es sind nicht nur Briefe und Zeitungen. Er bringt auch die Rente und beliefert bei Bedarf Brot, Lebensmittel und andere Artikel aus dem kleinen Laden neben der Post. Die Menschen leben in einfachen Holzhäusern. Es gibt kein fließendes Wasser, das wird dem See entnommen. Die Stromversorgung ist der einzige Luxus, der Fernsehen und Radiohören ermöglicht. Alkohol und Zigaretten sind weit verbreitet. Auch Ljoscha war alkoholabhängig. Seit zwei Jahren ist er trocken. Er hat schon ein ganzes Leben mit Familie und Hof hinter sich, erfährt man, wenn er am Anfang Fotos aus seiner Vergangenheit zeigt. Viele seiner Freunde sind der Alkoholsucht zum Opfer gefallen. Nun lebt er allein. Die Kamera begleitet seinen Tagesablauf.
Ljoscha ist oft der einzige soziale Kontakt der Bewohner des Dorfes. Er hört sich immer wieder dieselben Geschichten an. Er achtet auf Vitia, genannt Brötchen, der stark trinkt und meist betrunken ist. Manchmal wird Ljoscha auch von Nachbarn besucht. Sie klagen über ihr Leben, über den Schmerz in der Seele, den der Alkohol manchmal lindert. Sie erzählen, dass sie, als sie jung waren und mit den Härten des Militärdienstes konfrontiert waren, glaubten, dass danach irgendwann das Leben einmal anfängt. Doch es fing nie an.
Diesmal muss er Irina, einer ehemaligen Klassenkameradin, ein Einschreiben bringen. Sie haben sich lange nicht gesehen. Irina hat einen Sohn, Timur. Ihr Mann ist weg. Sie spricht nicht darüber. Er findet sie attraktiv, doch sie ihn nicht. Aber er gibt nicht auf. Er kümmert sich um Timur, lehrt ihn, mit Pferd und Pflug Kartoffeln zu ernten, nimmt ihn auf eine Angeltour mit, wo Fischsuppe am offenen Feuer gekocht wird. Er zeigt ihm seine ehemalige Schule, heute ein verfallenes, großes Holzhaus. Sein Ausflug in die verfallene Schule erinnert ihn an seine Schulzeit zu Zeiten der Sowjetunion mit der Aufbruchsstimmung und den vielen uneingelösten Versprechen auf ein besseres Leben.
Dann erlebt er Irina als unangenehm und abstoßend. Als Angestellte der Fischereibehörde bekommt sie mit, dass ein Nachbar mit einem Netz Fische fängt. Das ist verboten. Erbarmungslos und unangemessen holt sie die Miliz. Der Polizist will auch eher abwiegeln. Da nimmt sie die Anzeige selbst in die Hand und beschlagnahmt den Fang, der nur wenige Fische umfasst, als Beweis für die Behörde. Dem Nachbar drohen schwere Geldstrafen, die er nicht bezahlen kann. Ljoscha erinnert Irina daran, dass gelegentlich ein General des in der Nähe gelegenen russischen Weltraumbahnhofs Plessezk mit einem Hubschrauber herüberkommt und in großem Stile mit Netzen Fische fängt. Sie hat ihn doch mit dem Fernglas gesehen. Warum hat sie den nicht angezeigt?
In letzter Zeit wacht Ljoscha öfters mitten in der Nacht auf und sieht eine Perserkatze in seinem Zimmer. Manchmal liegt sie gar auf seinem Bauch. Er weiß nicht, was das bedeuten soll.
Eines Morgens will er wieder mit dem Boot zur Poststelle fahren. Da bemerkt er, dass sein Motor gestohlen wurde, einfach herausgerissen. Das ist für ihn eine Katastrophe. Wie soll er seine Arbeit als Postbote ausführen? Er leiht sich vom Nachbarn ein Boot, um den Diebstahl in der Milizstelle anzuzeigen. Doch die haben eigene Sorgen mit der Reparatur ihrer Fahrzeuge und interessieren sich nicht für sein Problem.
So fährt er in die nächste größere Stadt. Da Timur allein herumlungert und er ihn sehr bittet, nimmt er ihn mit. Dort wohnt seine Schwester in einer kleinen Neubauwohnung am Güterbahnhof. Doch die hat kein Geld, um ihm zu helfen, einen neuen Motor zu kaufen. In der Hauptpost nimmt man auch keine Notiz von seinem Problem, das doch auch eines der Hauptpost ist. Bürokratisch unnahbar teilt ihm eine Angestellte mit, dass er einen Antrag ausfüllen soll. Aber das kann dauern. Er versucht auch den General am Weltraumbahnhof Plessezk, den er von dessen Aufenthalten beim illegalen Fischen kennt, um Hilfe zu bitten. Doch der ist unerreichbar für ihn. So muss er unverrichteter Dinge nach Hause zurückkehren. Zuvor hatte er der Versuchung widerstanden, in seiner Not wieder Alkohol zu trinken. Es bleibt bei einem Eis, das er zusammen mit Timur isst. Dabei zeigt Timur ihm seine Papierkatze, wie sie tanzt. Der hat also auch eine Katze. Zu Hause ist Irina sehr erbost, weil sie Timur gesucht hatte. Doch Ljoscha schenkt ihr eine Salbe für ihren oft schmerzenden Rücken. Er darf sie ihr gar selbst auftragen. Da keimt bei ihm Hoffnung auf, wo er Irina so nah ist, dass sich doch noch eine Perspektive bei ihr für ihn eröffnet. Aber Irina lässt ihn klar abblitzen und schickt ihn nach Hause.
Am nächsten Tag feiern die Dorfbewohner. Sie tanzen, sind ausgelassen. Das Dorf lebt doch, es liegt nicht im Sterben. Ljoscha spielt Akkordeon. Aber Irina mit Timur verlassen das Dorf. Sie gehen zur Bushaltestelle. Irina ist überglücklich. Sie hat Arbeit in Archangelsk gefunden. Im Dorf wird sie ja doch nur gehasst. Da bemerkt Timur, dass er seine Papierkatze vergessen hat. Er sucht in seiner Tasche, packt alles aus. Da wendet sich Irina um und geht zurück. Aber nicht, um Timurs Katze zu holen, sondern Ljoscha. Sie braucht ihn. Er soll das Haus für sie verkaufen. Sie gibt ihm Papiere. Dafür küsst sie ihn sogar auf den Mund. Dann zerrt sie Timur in den Bus, der lieber bei Ljoscha bleiben will.
Ljoscha kommt nach Hause. Da trifft er Vitia, das Brötchen. Der sucht Alkohol. Neidisch, weil Vitia, der Matrose feiert, äußert er den Verdacht, der hätte den Motor gestohlen und verkauft. Woher hätte er sonst das Geld zum Feiern? Ljoscha geht hin und wird handgreiflich. Irgendwo weiß er, als er am Boden liegt, dass er nicht recht hat.
Danach wirft er alles hin, verlässt Hals über Kopf das Dorf und fährt zu seiner Schwester in die Stadt. In der Nacht, als die Wohnzimmerlampe durch die Erschütterungen des nahen Güterbahnhofs wackelt und er die Perserkatze nicht mehr sieht, weiß er, dass er hier nicht hergehört. Er kommt in der frühesten Morgenstunde mittels Fähre zurück ins Dorf. Er findet dort Jura, der wegen hohem Blutdruck nicht schlafen kann und nach seinen Netzen sehen will, die wieder ausgelegt sind, nachdem Irina weg ist. Er versteht nicht, dass, obwohl alles vorhanden ist, die Menschen so gestresst bleiben, wohl anspielend auf Ljoschas Ausbruch gestern. Ljoscha setzt sich neben ihn. Sie rauchen und richtig auch die Perserkatze sitzt wieder neben Ljoscha. Was soll bloß werden? Ach, Ljoscha wird sich wieder mit Vitia, dem Matrosen, vertragen. Sie kennen sich doch schon solange. Hinter beiden, von ihnen unbemerkt, erhebt sich eine Raumfahrtrakete und startet in den Weltraum. Zum Kontrast wird gezeigt, was die einzelnen Dorfbewohner gerade machen, wie sie in Einfachheit, oft Armut schlafen. Diese Welt der Weltraumraketen und des Generals nimmt keine Notiz von ihnen. Der Film schließt mit einem Shakespeare-Zitat aus „Der Sturm“: „Wo ist wohl die Musik? In der Luft? Auf Erden? – Sie spielt nicht mehr.“

## Rezeption
Daland Segler meint: „Hier liefert Andrej Konchalovsky ein meisterhaftes Alterswerk. Wie er Bilder bukolischer Harmonie schafft, wenn die Kamera über das hohe Gras hinweg die Holzhäuser erfasst, wie er zwischen Detailaufnahmen von Flora und Fauna und Totalen wechselt, wie er den zeitlupenhaften Rhythmus des Lebens im Norden Russlands aufnimmt, vor allem aber: wie er den Menschen folgt, das zeigt ihn als souveränen Erzähler. Konchalovski arbeitet dabei mit Laien, den realen Bewohnern eines Sprengels am Seeufer.“

## Auszeichnungen
- Internationale Filmfestspiele Venedig 2014: Andrej Konchalovsky –  Beste Regie („Silberner Löwe“)
- nominiert für Preise auf dem goEast – Festival des mittel- und osteuropäischen Films 2015 vom 22. April bis 28. April 2015 in Wiesbaden